# 村上コウキ
村上 コウキ（むらかみ こうき、旧芸名：村上剛基、1989年2月9日 - ）は、日本の俳優である。福岡県福津市出身。東海大学付属第五高等学校卒業。所属事務所はアミューズ→neu。身長184cm、体重75kg、血液型O型。靴のサイズ27.5cm。

## 人物
- 趣味は音楽、映画[1]。
- 特技はバスケットボール、料理[1]。
- 好きな作家はリリー・フランキー[1]。

## 出演

### テレビドラマ
- 赤い糸（2008年12月 - 2009年3月、フジテレビ）
- 白い春（2009年4月 - 6月、関西テレビ/フジテレビ） - 山中恵一 役
- 東京DOGS 第4話（2009年11月9日、フジテレビ）
- クローバー 第3話（2012年4月27日、テレビ東京） - 佐藤 役
- 月曜ゴールデン 新・示談交渉人 裏ファイル2（2012年8月13日、TBS） - 塚地満 役
- 日曜ワイド おかしな弁護士（2017年） - 堀口康雄 役
- 名奉行!遠山の金四郎（2017年） - 信太郎
- 特捜9
  - - 中島達也 役（2018年）
  - - 根本司 役（2019年）
- 日曜プライム おかしな刑事22（2020年） ‐ 東邦彦

### 映画
- 赤い糸（2008年12月20日公開）
- 真白の恋（2017年2月公開） - クガヤマ 巡査 役

### WEBドラマ
- ミュードラ「woh woh」（2009年）

### PV
- 東方神起「どうして君を好きになってしまったんだろう?」（2008年7月16日発売）
- GReeeeN「歩み」（2009年1月28日発売）